# Хадж-Амір-е-Ванех-Бін
Хадж-Амір-е-Ванех-Бін (перс. حاج اميرونه بين) — село в Ірані, у дегестані Хейран, в Центральному бахші, шагрестані Астара остану Ґілян. За даними перепису 2006 року, його населення становило 194 особи, що проживали у складі 58 сімей.

## Клімат
Середня річна температура становить 9,84°C, середня максимальна – 25,13°C, а середня мінімальна – -6,48°C. Середня річна кількість опадів – 495 мм.
| Клімат поселення                              | Клімат поселення | Клімат поселення | Клімат поселення | Клімат поселення | Клімат поселення | Клімат поселення | Клімат поселення | Клімат поселення | Клімат поселення | Клімат поселення | Клімат поселення | Клімат поселення | Клімат поселення |
| Показник                                      | Січ.             | Лют.             | Бер.             | Квіт.            | Трав.            | Черв.            | Лип.             | Серп.            | Вер.             | Жовт.            | Лист.            | Груд.            |                  |
| Середній максимум, °C                         | 5,32             | 5,81             | 8,30             | 14,16            | 19,20            | 23,22            | 25,13            | 24,53            | 20,40            | 16,30            | 10,38            | 6,24             |                  |
| Середня температура, °C                       | −0,58            | −0,1             | 2,39             | 8,26             | 13,29            | 17,32            | 20,88            | 20,29            | 16,15            | 12,04            | 6,15             | 1,98             |                  |
| Середній мінімум, °C                          | −6,48            | −6,01            | −3,52            | 2,35             | 7,39             | 11,42            | 16,64            | 16,03            | 11,90            | 7,81             | 1,90             | −2,27            |                  |
| Норма опадів, мм                              | 34               | 33               | 53               | 54               | 59               | 33               | 15               | 21               | 40               | 71               | 49               | 33               |                  |
| Середньомісячна швидкість вітру, м/с          | 2.32             | 2.71             | 2.53             | 2.70             | 2.30             | 2.29             | 2.58             | 2.40             | 2.00             | 2.10             | 2.18             | 2.24             |                  |
| Середньомісячна сонячна радіація, кДж/м²·день | 7089             | 9665             | 11796            | 15955            | 19706            | 22537            | 23665            | 20028            | 16462            | 11304            | 8427             | 6620             |                  |
| --------------------------------------------- | ---------------- | ---------------- | ---------------- | ---------------- | ---------------- | ---------------- | ---------------- | ---------------- | ---------------- | ---------------- | ---------------- | ---------------- | ---------------- |
| Джерело:                                      |                  |                  |                  |                  |                  |                  |                  |                  |                  |                  |                  |                  |                  |